# والتر هاسكيل هينتون
والتر هاسكيل هينتون (بالإنجليزية: Walter Haskell Hinton)‏ هو رسام توضيحي أمريكي، ولد في 24 أغسطس 1886، وتوفي في 1980.